# Pydnaodes distincta
Pydnaodes distincta là một loài bướm đêm thuộc phân họ Arctiinae, họ Erebidae.